# Gnathanacanthus goetzeei
Gnathanacanthus goetzeei es una especie de pez marino, la única del género Gnathanacanthus que a su vez es el único encuadrado en la familia monoespecífica Gnathanacanthidae, del orden Scorpaeniformes. Su nombre procede del griego gnathos (mandíbula) y akanthos (espina).

## Morfología
La longitud máxima descrita fue de una captura de 30 cm. Piel sin escamas y cuerpo liso, aletas pélvicas con una espinas y cinco radios blandos, dos aletas dorsales separadas de aproximadamente la misma longitud, la primera con siete espinas, la segunda con tres espinas y 10 u 11 radios balndos, aleta anal con tres espinas y ocho o nueve radios blandos, todos los radios no ramificados. Surco glandular anterolateral con glándula venenosa, por lo que resulta peligroso para los humanos.

## Hábitat y modo de vida
Se distribuye de forma endémica por la costa oeste y sur de Australia, al este del océano Índico. Es una especie de aguas templadas marinas, de comportamiento demersal. Habita en el bentos en los arrecifes de roca y en lechos de maleza de las aguas costeras.